# 크리스토퍼 피사리데스
크리스토퍼 안토니우 피사리데스 경(그리스어: Χριστόφορος Αντωνίου Πισσαρίδης 흐리스토포로스 안토니우 피사리디스[*], 영어: Sir Christopher Antoniou Pissarides, 1948년 2월 20일 ~ )은 키프로스에서 태어난 경제학자로, 현재 런던 정치경제대학교와 키프로스 대학교의 교수로 재직 중이다. 2010년 노벨 경제학상을 받았다.

## 업적
피사리데스는 노동 시장과 거시경제 간의 상호 작용을 연구하기 위한 검색 및 매칭 이론에 대한 공헌으로 유명하다. 그는 매칭 기능의 개념을 개발하는 데 도움을 주며 (특정 시간에 실업에서 고용으로의 흐름을 설명함) 그 추정에 대한 실증적 작업을 개척했다. 피사리데스는 구조적 변화와 성장에 대한 연구도 수행했다. 그의 가장 잘 알려진 논문 중 하나는 "실업 이론에서의 일자리 창출과 일자리 파괴" (데일 모텐슨과 함께)로 1994년 경제연구검토에 게재되었다. 이 논문은 두 저자가 지난 20년 동안 기여한 이전 개인기여를 바탕으로 작성되었다. 이 논문의 결과인 모텐슨-피사리데스 모델은 현대 거시경제학에 매우 큰 영향을 미쳤다. 하나 또는 다른 확장 또는 변형에서 오늘날 전 세계 대부분의 대학원 경제학 커리큘럼의 핵심의 일부이다. 피사리데스의 저서 평형 실업 이론 (실업 거시 경제학 문헌의 표준 참조)는 현재 두 번째 판에 있으며 피사리데스와 모텐슨의 공동 작업 후 수정되어 내생적 일자리 창출과 파괴를 모두 분석했다. 그 공로로 2010년 피터 다이아몬드와 데일 모텐슨과 함께 노벨 경제학상을 공동으로 수상하였다.

## 서훈
- 2013년 기사작위(Knight Bachelor) 서임[3]